# 크파르아자 학살
크파르 아자 학살은 2023년 10월 7일 가자 지구 인근의 키부츠인 이스라엘의 크파르 아자(כְּפַר עַזָּה)에서 하마스에 의해 발생한 학살이다.

## 장소
크파르 아자는 이스라엘의 키부츠 중 하나이다. 1957년에 설립되어 2021년 기준 대략 700명의 인구가 거주했으며, 주요 산업은 낙농업, 플라스틱 공업 및 조명 제작이었다. 최근 몇 년 사이 모듈화된 주택들을 건축하며 크게 확장하였다. 새로이 입주한 가구는 어린이들을 포함한 젊은 가족들이 주를 이루었다. 
위치상으로는 가자 지구와 약 2km 정도 떨어져 있으며 가장 가까운 도시는 스데롯이다. 하마스에 의해 학살이 벌어진 다른 키부츠들인 레임 및 베에리와도 인접해 있다. 세 키부츠 모두 232번 국도가 지난다. 이들 모두 가자 지구와 지나치게 가까워 하마스 군의 손쉬운 표적이 되었다.

## 학살
개전 당일인 10월 7일 가자 지구에서 뛰쳐나온 하마스가 크파르 아자를 점령하였다. 점령으로부터 12시간 뒤 출동한 이스라엘군에 의해 해방되었으나 하마스에 의한 집단 학살이 이미 벌어진 뒤였다.
우선적으로 키부츠의 입구를 지키던 경비원들과 군사 경험이 있는 주민들이 잠시 동안의 교전 끝에 살해되었으며 이후 본격적인 민간인 학살이 벌어졌다. 구조대와 조사단의 증언에 따르면 곳곳의 집들과 차량들이 파괴되어 있었고 기자재들이 사방에 널브러져 있었다고 한다. 희생자들의 시신도 너무 많아 시신을 회수하는 데에도 꽤나 오랜 시간이 필요했다고 전해졌다. 

## 증언과 반응
* 이스라엘군의 이타이 베루브(Itai Veruv) 소장은 사건 현장을 시찰한 후 인터뷰에서 "어머니들, 아버지들, 아기들, 젊은 가족들이 그들의 침대와 대피소와 식탁, 정원에서 살해되었다"며 이는 "전쟁이 아닌 일방적인 학살" 이라고 증언하였다.
* 이스라엘군 제71부대의 부사령관 다비디 벤 시온(Davidi Ben Zion)이 BBC와의 인터뷰에서 남긴 증언에 따르면 일부 희생자들은 화염병(Molotov Cocktail)에 불탄 채 발견되었으며, 일부는 참수당하였다고 증언을 했다.
* 하지만 CNN과 NBC, SKY의 보도에 따르면, 총리실의 초기 주장과 다르게 영아 참수는 확인된 바가 없다고 한다.총리실에서 애초에 주장한 바와 다르게, 이스라엘 정부와 군이 "영아 살해"건을 공식적으로 컨펌하지 않았다. 또한 총리실에서 공개한 사진에는 영아 참수가 확인되지 않았다. CNN은 많은 미디어와 SNS를 조사해 증거를 찾으려 했지만 찾을 수 없었고, 게다가 CNN과 NBC 측이 학살 현장을 재방문했으나, 역시 증거를 찾지 못했다.CNN NBC
* 튀르키예의 국영 통신사 아나돌루 통신은 익명의 이스라엘군 인터뷰를 인용해 영아 참수에 대해서 확인되지 않은 사실이라 일축했다.
* 10월 12일, 미국의 바이든 대통령 또한 "내가 테러리스트에게 참수당한 아기들의 사진을 확인해야 하는 날이 올줄은 몰랐다"고 말하며 충격을 감추지 못했다. 다만 이를 두고 미국 정부가 하마스의 영아살해를 확인했다는 해석이 나오기도 했으나, 백악관 대변인은 이 발언이 네타냐후 이스라엘 총리 대변인의 말과 언론 보도를 언급한 것일 뿐이라면서, 바이든 대통령이나 미국 정부 당국자가 그런 사진을 직접 보거나 하마스의 영유아 살해를 확인한 보고를 받지는 않았다고 해명했다.
* 최초로 영아사건을 취재한 해외언론은 CNN,[더 타임즈], 텔레그래프 등 복수인 반면, 익명의 이스라엘군을 인터뷰하여 확인된 바 없다고 했다는 기사를 내보낸 언론은 튀르키예의 국영 아나돌루 통신 1곳이고 이후 어느 언론사도 동일한 내용을 보도하지 않았으나, 이후 미국 독립 언론 더 인터셉트가 처음 제기하고, CNN, NBC뉴스 등 메이저 언론사도 확인한 바에 따르면 크파르 아자 학살 사건에서 영아 참수는 검증할수 없었다.    이는 아마도 현재 현장을 이스라엘군이 통제 중이기 때문인 것으로 추정된다.
* CNN 등의 미검증 지적 보도 이후인 KST 12일 심야 이스라엘 총리실에서 사진 증거를 공개했으며, 이중 NBC 보도를 제외한 나머지는 총리실의 사진 공개 이전에 올라온 기사들이기 때문에 추가 보도를 기다려봐야 하는 상황이다. CNN에서는 사진 공개 이후 수정된 기사에서도 총리실의 성명과는 모순적으로 참수 사건에 대해 확인할 수 없다는 답변을 이스라엘 측으로부터 받았으며,10일에 크파르 아자를 방문했지만 영아들이 참수된 증거를 찾지 못했다고 보도했다. 동시에 아이와 여성들을 공격하지 않았다는 하마스의 성명에 대해서도 키부츠의 여성, 어린이 및 노인들이 기습 공격으로 사망했으며, 음악 축제에서 납치당하는 여성의 모습이 담긴 영상을 근거로 해당 성명이 거짓이라 비판했다.
* 사건을 보도한 CNN 앵커도 하마스의 아기 참수가 허위 사실이라고 트위터 사과문을 올렸다. 